# Campionati africani di badminton a squadre 2012
I Campionati africani di badminton a squadre 2012 si sono svolti a Addis Abeba, in Etiopia, dal 22 al 26 febbraio 2012. È stata la 5ª edizione del torneo, organizzato dalla Badminton Confederation of Africa.

## Podi
| Evento           | Oro       | Argento | Bronzo    |
| Torneo maschile  | Sudafrica | Nigeria | Egitto    |
| Torneo maschile  | Sudafrica | Nigeria | Mauritius |
| Torneo femminile | Sudafrica | Nigeria | Egitto    |
| Torneo femminile | Sudafrica | Nigeria | Mauritius |